# Arabella Fermor
Arabella Fermor (1696–1737) byla anglická kráska, kterou proslavil skandál, jímž byl inspirován básník Alexander Pope k napsání svého nejznámějšího díla The Rape of the Lock.

## Příběh
Baron Robert Petre (1689–1713) údajně odmítal nosit paruku a trávil až šest hodin denně úpravou svých vlasů. V roce 1711 v nestřeženém okamžiku škodolibě ustříhl pramen vlasů (rovněž velmi pěstěných) krásné a ve společnosti obdivované Arabelle Fermorové, které se dvořil. Zděšená dívka poté vyvolala skandál a rodiny obou mladých lidí se rozhádaly.

### Uloupená kadeř
Sir John Caryll z Lady Holt (Sussex), přítel rodiny výše uvedeného barona i básníka Alexandra Popeho, navrhnl příteli-básníkovi, aby o incidentu napsal humorné dílko, které by vzniklou situaci uklidnilo. Výsledkem byla báseň The Rape of the Lock, jež byla publikována v roce 1712 a za první čtyři dny se prodalo tři tisíce výtisků. Motto v úvodu však na přátele Arabelly působilo tak, že považovali báseň za dílo vzniklé na její objednávku (ona sama se ale s básníkem neznala) a situace se místo uklidnění zhoršila. Proto Pope vydal své dílo znovu (1715), rozšířil jej a zavádějící motto nahradil dopisem pro Arabellu s dedikací.
Česky vyšla báseň pod názvem Uloupená kadeř a to v překladech Jarmila Krecara (1917) a Martina Hilského (1998); ten k ní přidal i doslov.

## Život
Arabella se provdala za Francise Perkinse z Ufton Court v Berkshire, který byl o 20 let starší. Měli spolu pět synů a dcerku Arabellu, která ale v dětství zemřela. Její manžel zemřel v roce 1736, ona sama pak o rok později.